# 1766
1766 (MDCCLXVI) byl 184. rok po gregoriánské kalendářní reformě, který dle gregoriánského kalendáře započal středou. Rok 1766 juliánského kalendáře začal o 11 dní později a tedy nedělí.

## Události
- 13. ledna – Po 20 letech vlády zemřel dánský král Frederik V. a na trůn nastoupil jeho syn Kristián VII.
- 7. dubna – Císař Josef II. zpřístupnil vídeňský park Prátr pro zábavu veřejnosti.
- 5. prosince – James Christie, zakladatel aukčního domu Christie's, provedl první prodej.
- Britský mořeplavec Samuel Wallis se vydal na dvouletou cestu kolem světa.

### Probíhající události
- 1763–1766 – Pontiacovo povstání

## Vědy a umění
- Britský fyzik a chemik Henry Cavendish objevil vodík.

## Narození

### Česko

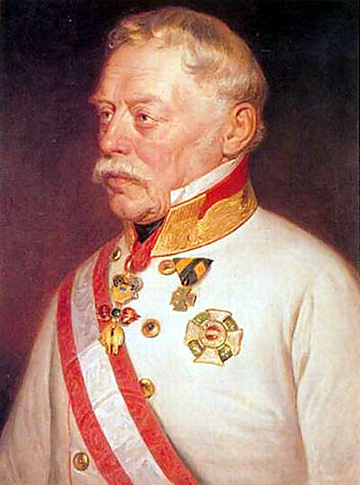
Josef Václav Radecký z Radče (* 2. listopadu)

- 21. ledna – Vincenc Houška, hudební skladatel († 13. září 1840)
- 2. srpna – Dominik Josef Škroup, kantor a skladatel († 10. srpna 1830)
- 9. října – Bedřich Diviš Weber, hudební skladatel, vědec a pedagog († 25. prosince 1842)
- 2. listopadu – Josef Václav Radecký z Radče, šlechtic a rakouský maršál († 5. ledna 1858)

### Svět

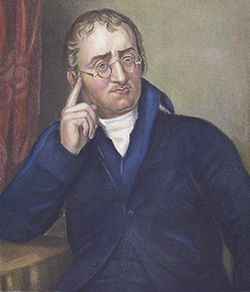
John Dalton (* 6. září)

- 1. ledna – Antoine-Vincent Arnault, francouzský dramatik, básník a politik († 16. září 1834)
- 6. ledna – José Gaspar Rodríguez de Francia, nejvyšší diktátor Paraguaye († 20. září 1840)
- 13. ledna – Beyhan Sultan, osmanská princezna a dcera sultána Mustafy III. († 7. listopadu 1824)
- 13. února – Thomas Robert Malthus, anglický ekonom († 23. prosince 1834)
- 20. února – Georg Friedrich Erdmann Klette von Klettenhof, slezský evangelický šlechtic († 24. března 1846)
- 3. března – Matthew Quintal, anglický námořník a vzbouřenec († 1799)
- 13. dubna – Samuel Johannes Pauly, švýcarský puškař a vynálezce († 1821)
- 1. června – Józef Elsner, německý hudební skladatel, pedagog a teoretik († 8. dubna 1854)
- 15. června – Hatice Sultan, osmanská princezna a dcera sultána Mustafy III. († 17. července 1821)
- 23. června – Johann Samuel Ersch, německý encyklopedista († 16. ledna 1828)
- 7. července – Guillaume Philibert Duhesme, francouzský generál († 18. června 1815)
- 8. července – Dominique Jean Larrey, francouzský vojenský lékař a chirurg († 25. července 1842)
- 10. července – Edouard Jean-Baptiste Milhaud, francouzský generál († 8. ledna 1833)
- 20. července – Louis Victor Meriadec de Rohan, francouzský voják a šlechtic z rodu Rohanů († 10. prosince 1846)
- 3. srpna – Áron Chorin, maďarský reformní rabín († 24. srpna 1844)
- 6. srpna – William Hyde Wollaston, anglický chemik a fyzik († 22. prosince 1828)
- 6. září – John Dalton, britský chemik a fyzik († 27. července 1844)
- 23. října – Emmanuel de Grouchy, francouzský generál († 29. března 1847)
- 27. října – Nancy Storaceová, anglická operní pěvkyně († 24. srpna 1817)
- říjen – Pieter Boddaert mladší, nizozemský básník a spisovatel († 9. března 1805)
- 29. listopadu – Maine de Biran, francouzský politik, filosof a psycholog († 20. července 1824)
- listopad – Arthur Woolf, britský konstruktér parních strojů († 26. října 1837)
- 3. prosince – Robert Bloomfield, anglický básník († 19. srpna 1823)
- 4. prosince – Jakub Frint, rakouský katolický biskup († 11. října 1834)
- 12. prosince – Nikolaj Michajlovič Karamzin, ruský spisovatel a historik († 3. června 1826)
- neznámé datum
  - John Farey, anglický geolog, matematik a spisovatel († 6. ledna 1826)
  - Franz Xaver Süssmayr, rakouský skladatel († 17. září 1803)
  - Şebsefa Kadınefendi, osmá manželka osmanského sultána Abdulhamida I. († 1805)

## Úmrtí

### Česko
- 14. července – František Maxmilián Kaňka, barokní architekt (* 19. srpna 1674)
- 2. září – Jan Ferdinand Schachtel, zlatník a klenotník (* 1684)
- 1. listopadu – Franz Kohl, barokní sochař (* 1. března 1711)
- neznámé datum – František Antonín Palko, slezský malíř portrétů a oltářních obrazů (* 1717)

### Svět
- 1. ledna – Jakub František Stuart, jakobitský uchazeč (pretendent) o trůn Anglie, Skotska a Irska (* 10. června 1688)
- 13. ledna – Frederik V., král Dánska a Norska (* 31. března 1723)
- 23. ledna – William Caslon, anglický puškař, typograf a grafický designér (* 1692)
- 5. února – Leopold Daun, rakouský vojevůdce v době válek o rakouské dědictví (* 1705)
- 23. února – Stanislav I. Leszczyński, polský král a vévoda lotrinský (* 1677)
- 27. května – Ivan Polzunov, ruský mechanik, vynálezce dvoucylindrového parního stroje (* 14. března 1728)
- 11. července – Alžběta Parmská, španělská královna jako manželka Filipa V., dědička parmského vévodství (* 1692)
- 3. listopadu – Thomas Abbt, německý filosof osvícenství, matematik, spisovatel a profesor (* 1738)
- 16. listopadu – Dominikus Zimmermann, bavorský štukatér, stavitel oltářů a architekt * 1685)
- 12. prosince – Johann Christoph Gottsched, německý dramatik, divadelní teoretik (* 2. února 1700)
- 20. prosince – Giorgio Massari, benátský architekt (* 13. října 1687)

## Hlavy států
- Francie – Ludvík XV. (1715–1774)
- Habsburská monarchie – Marie Terezie (1740–1780)
- Osmanská říše – Mustafa III. (1757–1774)
- Polsko – Stanislav II. August Poniatowski (1764–1795)
- Prusko – Fridrich II. (1740–1786)
- Rusko – Kateřina II. Veliká (1762–1796)
- Španělsko – Karel III. (1759–1788)
- Švédsko – Adolf I. Fridrich (1751–1771)
- Velká Británie – Jiří III. (1760–1820)
- Svatá říše římská – Josef II. (1765–1790)
- Papež – Klement XIII. (1758–1769)
- Japonsko – Go-Sakuramači (1762–1771)